# Virginia Pro Championships
Die Virginia Pro Championships waren ein von 2004 bis 2008 jährlich stattfindendes Squashturnier für Herren. Es fand in Richmond, Virginia, in den Vereinigten Staaten statt.
Das Turnier gehörte mit 10.000 US-Dollar Preisgeld zunächst zur Kategorie 1 Star, ehe es 2005 und dann 2006 zunächst in die Kategorie 2 Star und dann 3 Star hochgestuft wurde. 2007 gehörte es mit 50.000 US-Dollar Preisgeld zur Kategorie 5 Star, ehe es im letzten Jahr seiner Austragung Teil der PSA World Series war. Das Preisgeld betrug 77.500 US-Dollar, womit das Turnier den Status PSA World Series Silver hatte. Es gelang in den fünf Jahren der Austragung keinem Spieler, das Turnier mehr als einmal zu gewinnen oder gar ins Finale einzuziehen.

## Sieger
| Jahr | Sieger           | Finalgegner      | Ergebnis                     |
| ---- | ---------------- | ---------------- | ---------------------------- |
| 2008 | James Willstrop  | Grégory Gaultier | 11:6, 6:11, 11:9, 8:11, 11:4 |
| 2007 | Anthony Ricketts | Lee Beachill     | 11:8, 11:7, 12:10            |
| 2006 | John White       | Adrian Grant     | 11:9, 11:6, 11:9             |
| 2005 | Shahid Zaman     | Bradley Ball     | 11:5, 5:11, 11:4, 11:9       |
| 2004 | Rodney Durbach   | Jan Koukal       | 15:8, 15:10, 15:11           |